# Nikolaj Karlovič Metner
Nikolaj Karlovič Metner (in russo Николай Карлович Метнер? e nella traslitterazione anglosassone Nikolai o Nikolay Medtner; Mosca, 5 gennaio 1880 – Golders Green, 13 novembre 1951) è stato un compositore e pianista russo.
Contemporaneo di Sergej Rachmaninov e Aleksandr Skrjabin, scrisse un consistente numero di composizioni, tutte comprendenti il pianoforte. I suoi lavori comprendono quattordici sonate per pianoforte, tre sonate per violino, tre concerti per pianoforte e orchestra, un quintetto per pianoforte, due lavori per due pianoforti, vari brani pianistici brevi, alcuni lavori più brevi per violino e pianoforte, 108 Lieder e due vocalizzi. 

## Biografia
Il minore di cinque figli, Nikolaj Metner nacque a Mosca la vigilia di Natale del 1879, secondo il calendario giuliano (5 gennaio 1880 nel calendario gregoriano). Metner prese lezioni di pianoforte da sua madre fino all'età di dieci anni. Ebbe anche lezioni dal fratello di sua madre Fëdor Gedike (il padre del suo cugino più famoso Aleksandr Gedike). In seguito si iscrisse al Conservatorio di Mosca. Inoltre, Metner egli ebbe lezioni private di armonia con [Anton Sptep  Si diplomò nel 1900 all'età di 20 anni, ricevendo il premio Anton Rubinštejn dopo aver studiato con Paul Pabst, Vasilij Sapel'nikov, Vasilij Safonov e Sergej Taneev. Nonostante i suoi gusti musicali conservatori, le composizioni di Metner e il suo pianismo erano molto apprezzati dai suoi contemporanei. Con costernazione della sua famiglia, ma con il sostegno del suo ex insegnante Taneev, presto abbandonò l'attività di interprete e si dedicò alla composizione, avendo come modello le sonate per pianoforte e i quartetti d'archi di Ludwig van Beethoven. Tra i suoi studenti in questo periodo fu Aleksandr Vasil'evič Aleksandrov.
Durante gli anni precedenti alla rivoluzione russa del 1917, Metner visse con i genitori. Durante questo periodo, Metner si innamorò della cognata Anna Michajlovna Bratenskaja (1877-1965), una stimata violinista, sposa del fratello maggiore Ėmilij. Più tardi, quando scoppiò la prima guerra mondiale, Ėmilij fu internato in Germania, dove aveva studiato e concesse generosamente ad Anna la libertà di sposare suo fratello. Metner e Anna si sposarono nel 1918. A differenza del suo amico Rachmaninov, Metner non lasciò la Russia prima della Rivoluzione. Rachmaninov assicurò a Metner un tour negli Stati Uniti e in Canada nel 1924; i suoi recital erano spesso serate di Metner composte da sonate intervallate da canzoni e pezzi più corti. Metner non si adattò mai agli aspetti commerciali del tour e i suoi concerti erano diventati poco frequenti. Stimato in Inghilterra, lui e Anna si stabilirono a Londra nel 1936, insegnando modestamente, suonando e componendo secondo una rigida routine quotidiana.
Allo scoppio della seconda guerra mondiale, i compensi che Metner riceveva dagli editori tedeschi si interruppero e durante questo disagio la cattiva salute divenne un problema crescente. Il suo devoto allievo Edna Iles gli diede rifugio nel Warwickshire dove completò il suo terzo concerto per pianoforte, eseguito per la prima volta nel 1944.
Nel 1949 Jayachamarajendra Wadiyar Bahadur, maragià di Mysore (stato principesco nell'India meridionale) fondò a Londra la Medtner Society. Il maragià era divenuto membro onorario del Trinity College of Music di Londra nel 1945 e fu il primo presidente della Philharmonia Concert Society a Londra. La Medtner Society aveva l'obiettivo di registrare tutte le opere di Metner, cagionevole di salute, prima della sua morte. Metner fece in tempo a registrare i suoi tre concerti per pianoforte e alcune sonate, musica da camera, numerose canzoni e altre opere minori. In una di queste registrazioni collaborò con Benno Moiseiwitsch nel brano per due pianoforti Girotondo russo, Op. 58, No. 1; in un altro accompagnò Elisabeth Schwarzkopf in molti dei suoi Lieder, come La musa su testo di Puškin del 1913. In segno di ringraziamento al suo mecenate, Metner dedicò il suo terzo concerto per pianoforte al maragià di Mysore.
Metner morì presso la sua casa al n.69 di Wentworth Road, nel quartiere di Golders Green a Londra nel 1951, ed è sepolto accanto al fratello Emil nel cimitero di Hendon.

## Opere

### Sonate per pianoforte
La Prima sonata per pianoforte in Fa minore op. 5 è un lavoro in quattro movimenti composto tra il 1901 e il 1903 che risente dello stile di Skrjabin o Rachmaninov, ma comunque originale. L'arte di Metner acquisì sottigliezza e complessità negli anni successivi, ma questo lavoro è già la prova della sua padronanza della struttura musicale. Un Allegro di apertura, drammatico e intriso come molta musica russa con una sonorità a campana, è separato da un Intermezzo da un Largo divoto che raggiunge un climax da Maestoso prima di precipitare a capofitto nell'Allegro risoluto finale.
La seconda, terza e quarta sonata per pianoforte sono opere in un movimento non correlate. Furono scritte durante il periodo 1904-07 e pubblicate come "Sonata-Triade", op. 11. La prima di questa triade, in la bemolle maggiore, è un'opera estatica con temi affascinanti e lirici, preceduti da una poesia di Goethe. La seconda, in re minore, è intitolata "Sonata-Elegia". Si apre lentamente con uno dei temi più noti di Metner e si chiude con una coda animata (Allegro molto doppio movimento, in re maggiore) basata sul secondo soggetto. La terza, in do, ritorna al lirismo della prima. La Quinta e più popolare delle sue sonate è in sol minore, op. 22, scritta nel 1909-1910. Il brano alterna una presentazione lenta con un movimento di sonata a tre temi, propulsivo, uno dei cui temi è stato ascoltato nell'Introduzione. Il centro emotivo di questo lavoro compatto (sedici minuti di durata) è l'Interludium: Andante lugubre: questo comprende la maggior parte della sezione di sviluppo e contiene alcune delle più belle armonie di Metner. Di questa composizione esistono registrazioni storiche di Moiseiwitch e Gilels.
La sesta Sonata, Op.25 n.1, è intitolata Sonata-Skazka, solitamente tradotto come Fiaba sonata. Questo breve lavoro in do minore, scritto nel 1910-11, è in tre movimenti; il secondo e il terzo sono collegati. Il primo movimento è una forma compatta di sonata, il movimento lento a rondò (la somiglianza con una melodia di Rachmaninov è casuale, poiché quest'ultima fu scritta circa trent'anni dopo). Una marcia finale con variazioni termina con una Coda che rivisita il materiale precedente. Questa fu l'unica sonata di Metner eseguita da Rachmaninov.
L'altra sonata dell'op. 25 è completamente diversa. La settima Sonata in mi minore, Vento notturno fu completata nel 1911 e dedicata a Sergej Rachmaninov, che immediatamente ne riconobbe la grandezza. È un vasto lavoro di un solo movimento, della durata di quasi 35 minuti, in due parti principali: un'Introduzione e una sonata Allegro, seguita da una fantasia coronata da una Coda oscura ma movimentata, la seconda interamente e ingegnosamente basata sul materiale presentato nell'Introduzione. Al titolo Sonata Metner aggiunse una nota: "L'intero pezzo è in uno spirito epico" . Geoffrey Tozer disse: "ha la reputazione di essere un lavoro terribilmente difficile di straordinaria lunghezza, estenuante da suonare e ascoltare, ma di magnifica qualità e meravigliosa invenzione".
L'ottava Sonata-Ballata in Fa diesis, op. 27, iniziava come un'opera a movimento unico e fu espansa nella sua forma attuale nel periodo 1912-14. Comprende una Ballata, Introduzione e Finale. La tonalità e parte del materiale fanno riferimento al passaggio della Barcarola di Chopin. Il primo movimento si apre con una delle deliziose melodie pastorali di Metner. Il finale, come il Quintetto per pianoforte, ha una connessione tematica con la sua intonazione de La musa di Puškin per voce e pianoforte. Lo stesso Metner registrò questo lavoro.
La Nona Sonata La minore op. 30, articolata su un solo movimento, fu pubblicata senza titolo ma divenne nota come Sonata di Guerra tra gli amici di Metner; una nota in calce "durante la guerra 1914-1917" apparve nella Collected Edition del 1959.
La decima Sonata-reminiscenza in La minore op. 38, n. 1, inizia un ciclo di otto brani intitolato Melodie dimenticate (primo ciclo). Seguirono altri due cicli, pubblicati come Opere 39 e 40. Sia questa che la seguente sonata furono completate nel 1920, l'anno prima che Metner emigrasse. Questo singolo movimento è una delle creazioni più poetiche di Metner; come indica il titolo, il suo carattere è nostalgico e malinconico. Altri pezzi nell'opera 38 contengono varianti del tema di apertura della Sonata, come ad esempio la conclusione di Alla Reminiscenza. Questa sonata è diventata l'opera più eseguita.
L'undicesima, Sonata Tragica in do minore, op. 39, n. 5, conclude Melodie dimenticate (secondo ciclo). C'è anche qualche ripetizione di temi in questo set: il pezzo che precede la Sonata, Canzona Matinata, contiene un tema ricorrente nella Sonata e, secondo i desideri di Metner, entrambi i brani devono essere suonati di seguito, senza pause. Anche questo è un singolo movimento sonata-allegro, ma drammatico e feroce, con tre temi di cui uno (la reminiscenza di Canzona Matinata) non viene ripreso; il brano si chiude in modo forte. Di questa sonata sono disponibili molte registrazioni, inclusa quella di Metner nel 1947.
La Dodicesima Sonata, dal titolo Romantica in si bemolle minore, op. 53, n. 1, fu completata alla fine del 1930. Fu premiata a Glasgow nel 1931. Ritornando a una forma a quattro movimenti, comprende un Romantico (si bemolle minore), Scherzo (mi bemolle minore), Meditazione (si minore) e il Finale (si bemolle minore) che cita la sua Sonata-Skazka, op. 25, n. 1.
La Tredicesima Sonata, la Minacciosa in fa minore, Op. 53, No. 2, è un altro lavoro ad un movimento. È altamente cromatico e contiene una fuga. Metner l'ha descritta come "la sua composizione più contemporanea, perché riflette l'atmosfera minacciosa degli eventi contemporanei". Marc-André Hamelin l'ha descritta come "i 15 minuti più concentrati di musica che si possa sperare di suonare o ascoltare". Era dedicato al pianista e allievo canadese di Skrjabin, Alfred La Liberté, uno dei più fedeli sostenitori di Metner.
L'ultima delle sonate, Sonata-Idillio in Sol maggiore, op. 56, fu completata nel 1937. Consiste di due movimenti: un breve Allegretto cantabile pastorale e un rondò Allegro moderato e cantabile (sempre al rigore di tempo).

### Altre opere

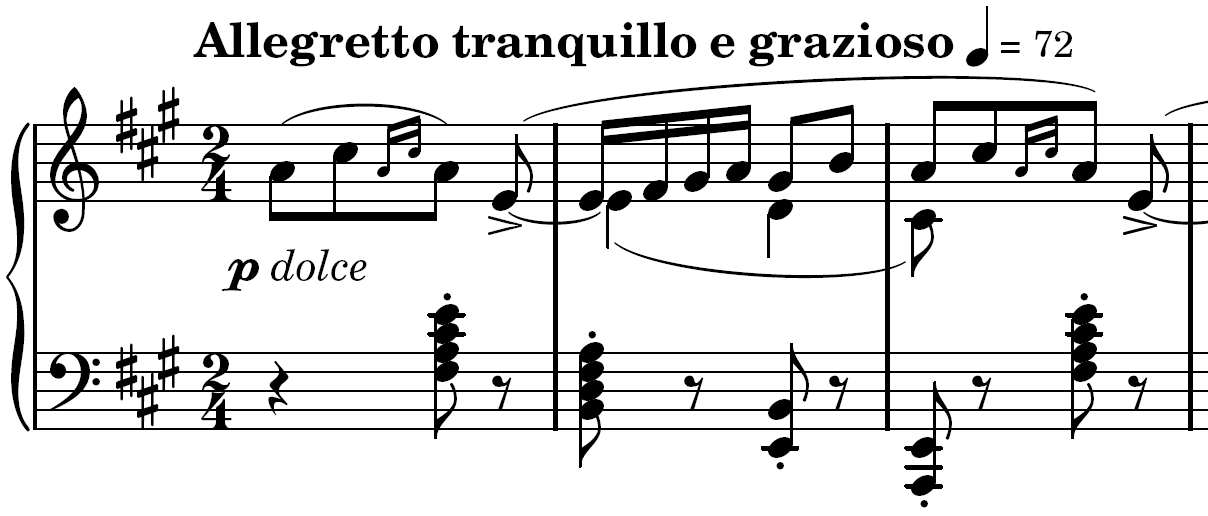
Skazki dall' Op. 51, No.3

Il Concerto per pianoforte n. 1 in Do minore, Op. 33 (1914–18), dedicato alla madre del compositore, è un'opera ad un movimento che si apre con una sezione espositiva che espone il materiale per il lavoro, le cui pagine di apertura scoppiano con fuochi d'artificio del pianoforte contro un'impetuosa affermazione orchestrale del soggetto. Un insieme di variazioni costituisce lo sviluppo centrale prima che l'apertura ritorni a due terzi del pezzo. Alla fine la coda delinea la romantica "melodia" prima che le ultime pagine portino a un finale inaspettatamente agrodolce.
Il Concerto per pianoforte n. 2 in Do minore, Op. 50 (1920–27) è dedicato a Rachmaninov, che dedicò il suo quarto Concerto a Metner. In tre movimenti: Toccata e una Romanza da cui segue un Divertimento. Il primo movimento è propulsivo con energia cinetica, e c'è molto dialogo tra pianoforte e orchestra (un tema sussidiario ricorda la Fiaba dalla coppia Op. 14, la Marcia del paladino). Il Romanza e il Divertimento sono ognuno a suo modo vario nel carattere, il Divertimento particolarmente ricco di ispirazioni.
Il Concerto per pianoforte n. 3 in Mi minore "Ballata", Op. 60, 1940–43. I fattori che hanno portato alla creazione di questo lavoro sono strettamente legati alle circostanze dei suoi ultimi anni. È dedicato al suo generoso mecenate, il Maharajah di Mysore. Tre movimenti connessi: il primo, Con moto largamente, movimento sostenuto e profondo, lento sviluppo ed energia; il secondo un Interludium, Allegro, molto sostenuto, misterioso cita il primo movimento e prefigura il finale; un lungo Allegro molto. Svegliando, eroico conclude con forza il lavoro. Metner registrò tutti e tre i Concerti con l'Orchestra Filarmonica nel 1947.
La Sonata per violino n. 3 in Mi minor, Op. 57 (1938) fu registrata da David Ojstrach, tra gli altri. Un vasto lavoro in quattro movimenti, una controparte del suo Vento notturno. Introduzione – Andante meditamente, Scherzo – Allegro molto vivace, leggero, Andante con moto, Finale – Allegro molto. Un tema motto nell'Introduzione giustappone gli accordi silenziosamente ma con insistenza, uniti da una melodia al violino. La melodia diventa il primo tema del movimento - lungo - sonata-forma che segue, giustapposto ad altri temi tra cui una marcia in imitazione. Lo Scherzo popolare e sincopato in La minore, tematicamente correlato alle sezioni più veloci del movimento di apertura, è in forma Rondò. Dopo una reminiscenza del motto, l'Andante è un lamento in fa minore, estremamente russo nel sentimento. Il virtuoso Finale ha elementi tematici legati alla musica liturgica ortodossa russa (Metner nacque da una famiglia luterana, ma in età avanzata si convertì alla religione ortodossa).
Il Quintetto per pianoforte in Do maggiore, Op. postuma, fu pubblicato dopo la morte del compositore. Ha lavorato a schizzi dell'opera dal 1903 fino al suo completamento nel 1949. Metner lo considerava l'epitome della sua vita musicale. A causa della malattia di Metner, la parte pianistica nella prima esecuzione fu interpretata da Colin Horsley. La registrazione di Metner del lavoro con l'Aeolian Quartet, inedita all'epoca, è stata recentemente pubblicata dalla casa discografica St-Laurent.

## Eredità
Geoffrey Tozer ha registrato quasi tutte le opere di Metner per il pianoforte inclusi tutti i concerti e le sonate. Hamish Milne ha registrato la maggior parte delle opere per pianoforte, mentre Geoffrey Douglas Madge, Konstantin Scherbakov e Yevgeny Sudbin hanno registrato i tre concerti per pianoforte. Altri pianisti che hanno sostenuto il lavoro di Medtner e lasciato le registrazioni includono Benno Moiseiwitsch, Svjatoslav Richter, Edna Iles, Ėmil' Gilels, Evgenij Svetlanov e Earl Wild. Nei tempi moderni, i pianisti noti per la sua difesa includono Marc-André Hamelin, Malcolm Binns, Irina Mejoueva, Nikolaj Demidenko, Anna Zasimova, Boris Berezovskij, Paul Stewart, Dmitrij Alekseev, Evgenij Kisin, Andrej Ponočevnij, Daniil Trifonov e Alessandro Taverna.
Molti meno cantanti hanno affrontato le canzoni. Lo stesso Metner ha registrato una selezione con i soprani Oda Slobodskaya, Tatiana Makushina, Margaret Ritchie e Elisabeth Schwarzkopf. Recentemente Susan Gritton e Ludmilla Andrew hanno registrato dei CD con Geoffrey Tozer, così come Caroline Vitale con Peter Baur. Il basso-baritono Vasilij Savenko ha registrato un numero considerevole di canzoni di Metner con Boris Berezovskij, Aleksander Blok e Viktor Jampolskij. Una manciata di altri cantanti hanno incluso canzoni di Metner in compilation; particolarmente degne di nota sono le registrazioni storiche di Zara Doluchanova e Irina Archipova. Tuttavia, molti brani non sono disponibili su CD e alcuni attendono la loro prima registrazione. Un consistente set di due CD, che presenta cinquantaquattro canzoni di Metner, accompagnato da Iain Burnside, è apparso nel 2018. 
Metner ha registrato i brani per pianoforte di alcuni dei suoi lavori per Welte-Mignon in 1923 e Duo-Art nel 1925, prima delle sue successive registrazioni in studio per la Capitol Records e altre etichette.
Nel 2017 la pianista ucraina Dar'ja Dadykina e il pianista russo Vasilij Gvozdeckij hanno fondato l'International Nikolai Medtner Society  a Berlino per divulgare il suo lavoro e promuovere lo scambio culturale in Europa. A ottobre / novembre 2018 la società ha organizzato il 1. Festival internazionale di musica Nikolai Medtner a Berlino, che riunisce artisti e musicologi per esibirsi e discutere del suo lavoro (vedasi il programma del festival ).

## Pubblicazioni
L'unico libro di Metner, La muse e la moda, essere una difesa dei fondamenti dell'arte della musica (1935, ristampato nel 1957 e nel 1978) è una dichiarazione del suo credo artistico e reazione ad alcune delle tendenze del tempo. Credeva fortemente che esistessero leggi immutabili per la musica, la cui essenza era nella canzone. 

## Adattamenti e citazioni
- Bart Berman ha composto Variazioni e Fuga basato sul tema in Tema con variazioni di Metner, Op. 55 nel 2009.[8]
- L'autore Philip Pullman ha dichiarato Metner come il suo compositore preferito durante una breve intervista disponibile sul sito della BBC nel settembre 2011 [9].